# Nefertiti (Miles Davis-album)
 For alternative betydninger, se Nefertiti (flertydig). (Se også artikler, som begynder med Nefertiti)
Nefertiti er et studiealbum af den amerikanske jazzmusiker Miles Davis, der blev udgivet i marts 1968. Albummet blev indspillet i juni og juli 1967 i pladeselskabet Columbias studie på 30. gade i New York og er Davis' sidste akustiske album. Davis skrev ikke nogen af albummets kompositioner, der primært blev skrevet af Herbie Hancock og Wayne Shorter, der også medvirkede på indspilningerne.

## Musikken
Nefertiti er det fjerde album af Davis' 'Second Great Quintet' og er bedst kendt for sit usædvanlige titelnummer, der indleder albummet. På kompositionen "Nefertiti" gentager blæserne melodien gentagne gange uden individuelle soloer, hvorimod rytmesektionen improviserer gennem kompositionen, hvorved der vendes op og ned på den rytmesektionens traditionelle opgaver.
Kort efter albummets udgivelse indspillede Hancock en anden version af "Riot", der blev udgivet på Hancocks album Speak Like a Child fra 1968. Wayne Shorter udgav i 1978 en ny version af "Pinocchio" med Weather Report på albummet Mr. Gone.
Som på andre af kvintettens album demonstreres den store udvikling, der er i kompositionerne under indspilningen. Eksempelvis øvede kvintetten "Madness" som en langsom vals, men på de to næste indspilninger (herunder den udgivne udgave) blev kompositionen spillet i et hurtigt tempo primært i 4/4-takt. På samme måde er "Pinocchio" en forholdsvis hurtig komposition på det udgivne album, men musikerne spillede kompositionen markant langsommere, da de øvede den.
Nefertiti er det sidste fuldt akustiske album, som Davis indspillede. På hans næste album, Miles in the Sky, begyndte Davis af eksperimentere med elektriske instrumenter og indledte dermed sin elektriske periode.

## Modtagelse
Albummet fik fine anmeldelser.
Websitet Allmusic har tildelt albummet 5 ud af 5 stjerner, det samme som magasinet Q, der i sin anmeldelse anførte "Acoustic jazz couldn't go far after this masterpiece ..." Magasinet Rolling Stone har også givet albummet fem ud af 5 stjerner i The Rolling Stone Album Guide og i The Rolling Stone Jazz Record Guide.

## Tracks
Albummet blev oprindeligt udgivet på LP Columbia – CS 9594 og indeholdt seks kompositioner.
| 1. | "Nefertiti" | 7 juni 1967   | 7:52 |
| 2. | "Fall"      | 19. juli 1967 | 6:39 |
| 3. | "Hand Jive" | 22. juni 1967 | 8:54 |

| 1.            | "Madness"     | 23. juni 1967 | 7:31  |
| 2.            | "Riot"        | 19. juli 1967 | 3:04  |
| 3.            | "Pinocchio"   | 19. juli 1967 | 5:08  |
| Total længde: | Total længde: | Total længde: | 39:08 |

- Side 1 og 2 blev udgivet som spor 1-6 på genudgivelser på CD. På CD er ofte medtaget ekstramateriale.

| 7.            | "Hand Jive" (First Alternate Take)  | 22. juni 1967 | 6:50    |
| 8.            | "Hand Jive" (Second Alternate Take) | 22. juni 1967 | 8:17    |
| 9.            | "Madness" (Alternate Take)          | 23. juni 1967 | 6:45    |
| 10.           | "Pinocchio" (Alternate Take)        | 19. juli 1967 | 5:08    |
| Total længde: | Total længde:                       | Total længde: | 1:06:08 |

## Medvirkende
- Miles Davis – trompet
- Wayne Shorter – tenorsaxofon
- Herbie Hancock – piano
- Ron Carter – bas
- Tony Williams – trommer